# LXXVIII Korpus Armijny (III Rzesza)
LXXVIII Korpus Armijny, niem. LXXVIII. Armeekorps – jeden z niemieckich korpusów armijnych, uczestniczył w walkach przeciw partyzantom i Armii Czerwonej, następnie przekształcony w I Korpus Kawalerii. 
Utworzony 6 marca 1944 roku i skierowany do walki z Armią Czerwoną. Uczestniczył także w działaniach bojowych przeciw partyzantom na Bałkanach , 25 maja 1944 roku został wchłonięty przez formowany I Korpus Kawalerii.

## Dowództwo korpusu
- Dowódca: gen. mjr Oswin Grolig
- Szef sztabu: ppłk Horst Liese[1]